# サム・キニスン
サム・バール・キニソン (Sam Burl Kinison、1953年12月8日 – 1992年4月10日）は、アメリカ合衆国のお笑いタレントであり俳優。
元ペンテコステ派の説教者である彼は、カリスマ的なプロテスタント説教者特有の雄叫びや熱狂的演説をコメディー化して絶大なる支持を得て、彼のその独特の叫び声で全ての場面で圧倒的存在感を博する爆笑スタンドアップルーチンを実行し知名度を上げる。さながらコメディー界のヘビーメタルスクリーマーとして当時の全米のティーンを筆頭とする若い世代からの支持を受け人気が急騰する。
しかし彼のキャリアのピーク時に、不運にも新婚旅行を兼ねたラスベガス遠征への道中、自宅からの出発直後の自動車事故で命を落とす。
キニソンは1988年にコメディートークの収録アルバムとしては珍しい全米大ヒット作「Have you seen me laterly?」からカバー楽曲シングル「ワイルドシング」でグラミー賞にノミネートされる等の予想外の功績を乱発。その該当シングル収録にはキニソンを慕うRATT、モトリー・クルー、ドッケン、クワイエット・ライオットなどの当時のトップLAメタルプレーヤーたちがこぞって集結し、レコーディング参加だけではなくプロモーションビデオ収録にまで参加（レコーディングに参加しなかったビリー・アイドルやエアロスミス等の他ジャンルのスターアーティストまで集結、日本人ではレコーディングにSato Fuimotoも参加）し、各方面からの氏の人望を象徴する作品となる。
その他にもアルバム複数、そして1994年に最優秀スポークンコメディアルバム、 Live from Hellで死後もその名声を讃える声は絶えない。  

## キャリア
彼の大きなブレイクは、1985年8月にHBOのロドニーデンジャーフィールドの第9回年次ヤングコメディアンスペシャルが契機となる。 『ニューヨーク・タイムズ』のレビュアーであるスティーブン・ホールデンは、ボブ・ネルソンのパフォーマンスに注目した後、次のように書いている。「キニスン氏は、グロテスクな肉食系の野生的遠吠え（当時のヘビーメタル・シンガー特有のけたたましく煩いシャウト声）を武器にしている。これは正に既婚男性の悲鳴と同情的哀れみとして心に突き刺さる。」 キニスンはこれをきっかけに大きなチャンスを掴み、ロドニー・デンジャーフィールドの大ヒット映画「バック・トゥ・スクール」（1986年）にて配役を得るに至り、その狂気に満ちた自身そのものを演じ切った結果として当時の全米のティーンエイジャーを熱狂させ全米中を大爆笑にも導いた。得意の迫力あるシャウトを含めた見事なシーンを演じ切りその彼の演じたシーンは今も色褪せる事なく伝説的コメディーシーンとして語り継がれている。
1985年には全米屈指の視聴率を誇るレイト・ショー・ウィズ・デイヴィッド・レターマンに出演を果たし、そのキニソンのデビューテレビ出演で当番組の名物司会者であるレターマンをもってしてキニソンの紹介はその余りに巨大なインパクトある芸と凄まじい程に斬新な芸風ゆえに視聴者に対してあらかじめ「警告」という文言を用いられる。事実、全米の視聴者が瞬時に圧倒され各家庭で大爆笑が巻き起こりキニソンの全く新しいコメディアンスタイルは80年代後半の最もホットなコメディー手法となる。 
キニソンは元々、プロテスタント系教会の牧師の父により育てられた影響で父の情熱的な説教ぶりを幼少期より伝授されており、実際に家を出て独り立ちした際に路頭に迷った時に食い繋ぎとなった職業は臨時雇われの教会での牧師業だった。そんなプロテスタント牧師が説教を盛り上げる際に必ずと言って良いほど行うエキセントリックな高揚感あふれる大袈裟を超えた過激な話術が彼の異常なまでの大声で捲し立てる芸風の根源で有り、興奮の余りその高揚の頂点で突然「アーーー」と叫ぶシャウトもそのキャリアに転用という奇抜な発想から成立している。またそんな経歴を持つ彼は1988年に全米を揺るがした米国プロテスタント宗派最大のスキャンダルである大事件と運命的な結びつきを持つ事になる。
全米にネットワークを構築したテレビ教会活動で膨大な資金源を誇ったプロテスタント教会「PTLクラブ」の主催者ジム・ベイカーが買春行為等で逮捕、起訴される。大勢の女性に対して複数回の買春行為があったと起訴されたこの事件の買春対象者の女性の1人には驚く事に著名な元プレイメイトのセクシーモデル女性が含まれており（この女性は売春行為は常ではなく、ベイカーから関係を持つよう何度も執拗に懇願され最後に膨大な金額提示をされた上で合意という経緯）、なんとその女性はサムの元ガールフレンドであった。早速彼はこの事件を自身のコメディートークの題材に取り入れ、自身の宗教観を含めた皮肉を盛り込む。この手法は単なるコメディーの枠を超えたある種の過激な社会アンチテーゼとして大勢の共感を得るに至り、また最高のコメディーシナリオに完成するに至った結果として更なる高みのスターダムに彼を押し上げる結果となる。 彼のスタンドアップルーチンのいくつかのビデオで、彼の1986年のコルベットのパーソナライズされたナンバープレートのショットは、「EXREV（元牧師）」という言葉を明らかにしている。
また彼は80年代後半からLAメタル界に強い人脈を築き幅広く多くの盟友を得るに至り、自身に持ち合わせた類まれなる高度な歌唱能力や並のプロミュージシャン以上の迫力を誇るシャウトを武器に自己のバンドも結成し（バンドメンバーは流動的ながら元クワイエット・ライオットのチャック・ライトなどが常連）、神出鬼没にL.A.界隈のライブハウスにて大抵は閉店後の時間帯に（関係者にのみ事前に通知の上で）シークレットライブを頻繁に行うことで関係者だけでなくサプライズ的な形でのファンとの交流を確保する努力を続けていた。 

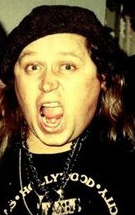
1980年代のキニスン

ハワード・スターンは、キニソンの兄弟によって書かれたキニソンの伝記の映画化権を購入した。ある時点（2008年）では、 HBOがサム兄弟とキニソンをダン・フォグラーが演じることになると発表している。 サムの兄でマネージャーのビル・キニソンとのインタビューで、ビルは彼の死の間際まで進行中であった映画制作に言及した。いくつか進行していた案件の1つはアーノルド・シュワルツェネッガーとの映画制作であり、もう1つはリック・モラニスとの映画だった。 

## 私生活
キニソンは最初の2回の婚姻、パトリシア・アドキンス（1975–1980）とテリー・マーズ（1981–1989）に多くの自虐的なコメディーアイデアを学習。彼はマルツェとの結婚の終わりに向かってダンサーのマリカ・ソウイリとの関係を始めた。 1990年、ソウイリは、キニスンが家で眠っている間にキニスンがボディーガードとして雇った男にレイプされたと主張した。 ボディーガードは性的関係については同意の元であったと主張。陪審員はその後の裁判で行き詰まり、その後、起訴は取り下げられた。  

2011年2月、『トロントサン』は、キニスンが彼の親友でありオープニングアクトを務める仲であったカールラボーブの妻と子供をもうけていたと報道。 LaBoveは、子女がキニスンの子供であると主張する法的書類を提出し、キニスンの兄弟ビルからの協力の元で行われたDNA検査は、キニスンがその子女の父親である可能性が99.8％であるとの結果を得たと主張。 
LAのSunset界隈の著名人が集まるグリル＆バー：Rainbowの常連客で有り、その際には必ずと言って良いほどハリウッドのポルノ映画女優を数名連れ立っての来店が多かったがそれは彼なりのイメージ戦略であった模様。元交際相手のプレイメイトのセクシーモデルにせよ、その他の女性にせよ交際相手を非常に大切にする傾向が強く、女性関係については乱れてはいなかった。また寂しがりや気質が強かったのがミュージシャンとの交流関係を強めた理由と言われ、日没後は誰か一緒に騒げる人がいないと辛いと感じていた。そのような人柄が大勢のハリウッドの人々に慕われた一因とも言われる。

## 死
1992年4月10日、キニスンは愛車である1989年製のポンティアック・ターボトランザムを運転しハネムーン気分で数週間前に再婚したばかりの新妻を助手席に自宅を出発。次に控えるライブショーの現場であるネバダ州ラフニンに向けての新婚旅行を兼ねたささやかな車での旅である。そのショーのチケットは完売であり、サムのキャリア大復活を確実としており2人の気分は上々での道中となる筈であった。
しかし自宅を出たその数分後に州間高速道路40号線（出口141）の北3.2マイル（5.1 km）にあるニードルズハイウェイ（34.896180 N、114.644944 W）で正面から追い越し禁止車線をはみ出た対向車両に正面から衝突される。 17歳のトロイピアソンが運転するピックアップトラックで、カリフォルニア州ニードルズの北西約4.3マイル（6.9 km）にある。事故の前、ピアソンはアルコールを飲んでいた。ピックアップトラックは、別の車両を追い越そうとして車道の中心線を横切り、キニスンの車線に侵入し進行、そのまま正面からサムの車両に衝突。
皮肉にもサムはこの再婚を果たす為に、長年のアルコールと薬物の濫用から完全な立ち直りを成し遂げただけでなく。その結果として一時はピークを過ぎたと世間に思われていた自身のキャリア再構築の計画も成功させ映画、主要テレビネットワーク、プロモーター、そしてエージェントなどの関係者全てからの信頼を完全回復させており。それまでの成功以上の活動を各方面から期待され約束された矢先の出来事であった。
キニソンは事故現場で彼の車の座席の間で無意識に発見された。彼はシートベルトを着用していなかった。彼の兄弟によると、彼の頭はフロントガラスを壊し、彼は現場で死んだと宣言された。現場に到着した救急隊員によるとサムの最後の言葉は空を見上げた状態で「Why? I don't want to die.」と報道される。 彼は38歳だった。彼の妻も衝突で負傷したが、治療のためにニードルズの病院に直接運ばれた後、後に回復した。 検死により、キニソンは頸椎の脱臼、大動脈の断裂、腹腔内の血管の断裂など、複数の外傷を負い、事故から数分以内に死亡したことが判明した。   
ピアソンは、重大な過失を伴う車両の虐殺の1件の罪で有罪を認めた。彼は1年間の保護観察と300時間の社会奉仕を宣告された。ピアソンはまた、衝突に関連して彼の運転免許証を2年間停止させた。 
キニソンの遺体は、オクラホマ州タルサののメモリアルパーク墓地にある家族の墓地に埋葬された。彼の墓石には、属性のない引用が刻まれている。「別の時間と場所では、彼は預言者と呼ばれていたでしょう。」 

## 遺産
コメディアンのジョージ・カーリンの8番目のHBOスタンダップコメディスペシャル『ニューヨークのジャミン』は、キニスンの記憶に捧げられた。放送開始当初、「この番組はサムのために (This show is for SAM)」という言葉が画面に表示されていた。 
彼の死後、キニスンは彼の友人や共演者に愛情を込めて追悼された。オジー・オズボーンは、「サムが事故にあったとき、何故かその光景が俺には見えたんだ。そして事故の直後に彼が車から降りて天を見上げて、 『死にたくない』と言ったのを聞いた。それから、 『ああ、大丈夫』と言いながら横になって死んだ。まったくクレイジーな話だとファンの多くを怒らせかねないけど、何か偉大な力を感じたんだよ。サム・キニスンは消えたのでもなく土の中にいるわけでもなく、私は彼がどこにいるか分かってるんだよ。彼は天に戻ったんだよ。彼は神の隣（右の座）にね。」 

2008年から2013年の間に、キニソンの兄弟ビル・キニソンとスティーブ・デルソーンによる回想録「ブラザー・サム：サム・キニソンの短く壮大な人生」に基づく可能性のあるドラマ映画に関するプレスリリースがいくつかあった。   

## ディスコグラフィー
- Louder Than Hell （1986）
- ルールを破る（1987）
- Have you seen me laterly? （1988）
  - ワイルドシング（シングル）（1988）
- 禁止のリーダー（1990）
- 地獄からのライブ（1993）

## フィルモグラフィー

### 映画
- 「サベージドーン」（1985）
- 「バック・トゥ・スクール」（1986）
- 「スリーアミーゴス」（1986）（シーン削除）
- 「ポーリーショアは死んでいる」（2004）（アーカイブ映像）
- I Am Sam Kinison （2017）（ドキュメンタリー）

### テレビ
- ロドニー・デンジャーフィールドが第9回ヤングコメディアンスペシャル（1985）を主催
- 「サタデーナイトライブ」（1985–1986、ゲストパフォーマー; 1986、ホスト）
- ロドニー・デンジャーフィールド：それは簡単ではないBein'Me （1986）
- ロドニー・デンジャーフィールド：ロドニーの場所でのオープニングナイト（1989年、ゲスト出演）
- 「既婚...子供と」（1989年、ゲスト出演）
- 「ハリウッド・ナイトメア」（1990、ゲスト出演）
- 「チャーリー・フーバー」（1991、ヒューとして）
- 「イン・リビング・カラー」（シーズン3、エピソード7、クロージングスキット、1991年11月3日日曜日）
- Fox New Year's Eve Live：1992 （1991–1992、共催）

### その他の出演やミュージックビデオ
- Rusted Out Garageコンサートビデオに住む、Neil Young（1986）（Extended Cameo）
- 「ルールを破る」（1987）
- 「ワイルドシング」ミュージックビデオ、サム・キニスン（1988）
- 「バッド・メディシン」ミュージックビデオ、ボン・ジョヴィ（1988）（カメオ）
- 「アンダー・マイ・サム」ミュージックビデオ、サム・キニスン（1989）
- 「キックスタート・マイ・ハート」ミュージックビデオ、モトリー・クルー（1989）（カメオ）
- 「The Kids Goes Wild」ミュージックビデオ、Babylon AD（1989）（Voice Over）
- 「The Walk」ミュージックビデオ、Cherry St.（1989）（カメオ）
- 「ミシシッピークイーン」ミュージックビデオ、サム・キニスン（1990）
- 「ハートビート」ミュージックビデオ、D'Priest（1990）（カメオ）
- 「私は何をしなければならないか」ミュージックビデオ、カイリー・ミノーグ（1991）（ナレーション）
- 「ファミリーエンターテインメントアワー」（1991）
- Unleashed （2006）Sam Kinison Banned Live at Felt Forum NYC 1990